# Тіла обертання

Утворення поверхні обертання

Тіла́ оберта́ння — об'ємні тіла, що виникають при обертанні плоскої фігури, обмеженої кривою, навколо осі, що лежить в тій же площині.

## Приклади тіл обертання
- Куля — тривимірна фігура, утворена півколом, що обертається навколо діаметра розрізу
- Циліндр — тривимірна фігура, утворена прямокутником, що обертається навколо однієї із сторін

За площу бічної поверхні циліндра приймається площа її розгортки:
Sбіч = 2πrh.
- Конус — тривимірна фігура, утворена прямокутним трикутником, що обертається навколо одного з катетів

За площу бічної поверхні конуса приймається площа її розгортки:
Sбіч = πrl.
Площа повної поверхні конуса:
Sбіч = πr(l+ r).
- Тор — тривимірна фігура, утворена колом, що обертається навколо прямої, яка не перетинає його[1]

При обертанні контурів фігур виникає поверхня обертання (наприклад, сфера, утворена колом), в той час як при обертанні заповнених контурів виникають тіла (як куля, утворена кругом).

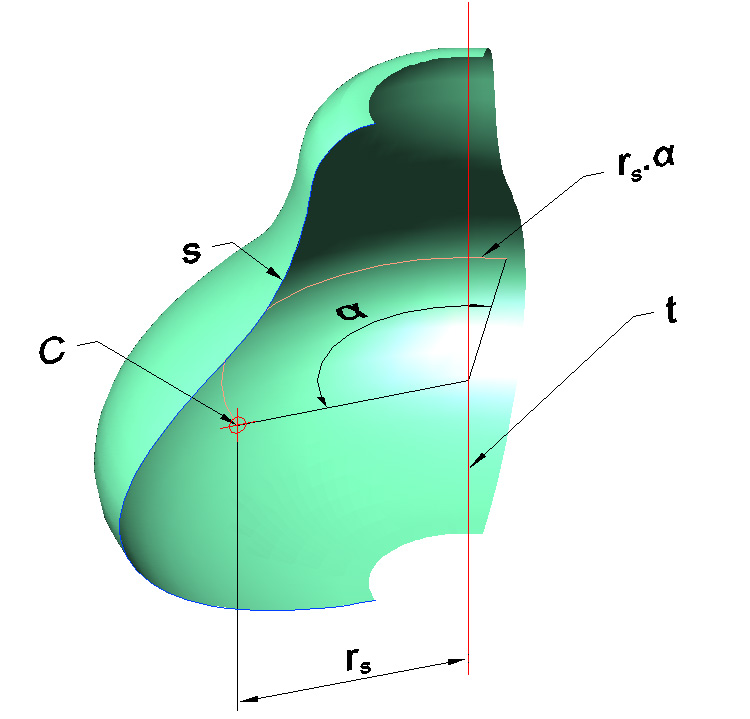
Ілюстрація до першої теореми Гульдіна-Паппа

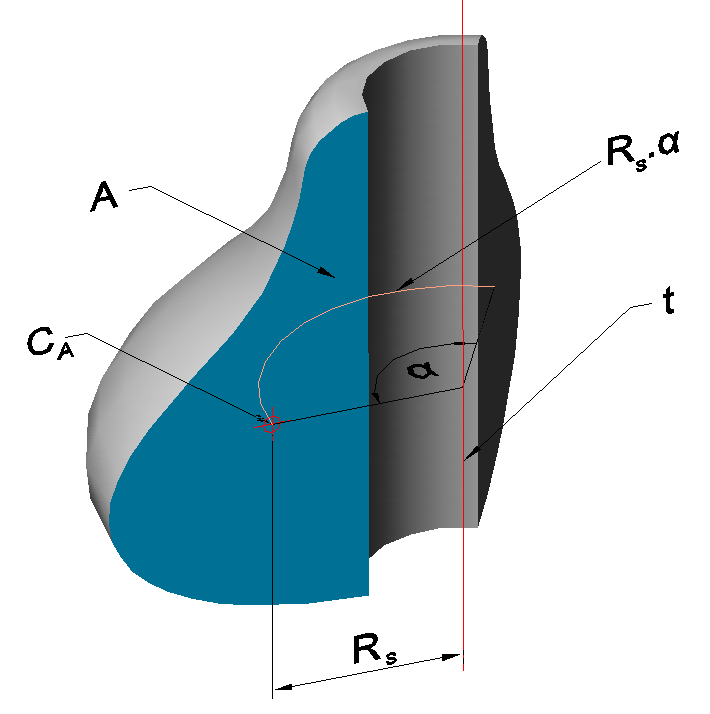
Ілюстрація до другої теореми Гульдіна-Паппа

## Об'єміплощаповерхні тіл обертання
Об'єм і площа поверхні тіл обертання можна дізнатися за допомогою теорем Гульдіна-Паппа.
- Перша теорема Гульдіна-Паппа стверджує:

| Площа поверхні, утвореної при обертанні лінії, що лежить в площині цілком по одну сторону від осі обертання, дорівнює добутку довжини лінії s на довжину кола l = 2πrs, яке пробігає центр мас (т. С) цієї лінії. |

Наприклад, для тора радіусом {\displaystyle R} i з радіусом кола {\displaystyle r}, довжина лінії {\displaystyle s=2\pi r}, довжина кола для центру мас {\displaystyle l=2\pi R}, звідки площа поверхні тора {\displaystyle s\cdot l=4\pi ^{2}rR}.
- Друга теорема Гульдіна-Паппа стверджує:

| Об'єм тіла, утвореного при обертанні фігури, що лежить в площині цілком по одну сторону від осі обертання, дорівнює добутку площі А фігури на довжину кола l = 2πRs, яке пробігає центр мас (т.CA) цієї фігури. |

Наприклад, для тора радіусом {\displaystyle R} i з радіусом кола {\displaystyle r}, площа кола {\displaystyle A=\pi r^{2}}, довжина кола обертання центру мас {\displaystyle l=2\pi R}, звідси об'єм тора {\displaystyle A\cdot l=2\pi ^{2}r^{2}R}